# Питалєв Петро Іванович
Питалєв Петро Іванович — український письменник, драматург. Автор творів російською та українською мовами. Член Національної спілки письменників України.

## Біографія
Петро Питалєв народився 25 червня 1941 року  у с. Сємці Почепського району Брянської області. Середню школу закінчив з відзнакою. Під час навчання перебував у клубі юних натуралістів, нагороджений медаллю «Юний учасник всесоюзної сільськогосподарської виставки».
У 1958 році Петро Питалєв переїхав до Одеси та у 1965 році закінчив електротехнічний інститут зв'язку. Працював в Одеському Українському музично-драматичному театрі робітником сцени. Невдовзі переїхав у Херсон, та викладав технічні дисципліни у судномеханічному технікумі.
Протягом 1968—1971 років — капітан 3-го рангу на великому протичовновому кораблі.
У 1986 році закінчив Літературний інститут імені Горького спілки письменників СРСР.
З 1987 по 1991 рік Петро Питалєв працював у Посольстві СРСР в Румунії референтом, читав лекції зі славістики у Бухарестському університеті.
З 2018 року мешкає у Канаді.

## Нагороди
- Літературна премія ім. Миколи Куліша за збірку «Миллениум», 2005;
- Літературна премія ім. Бориса Лавреньова за твори з маринистики «Альфа Лиры», «Бухта Омега», «Приговор прототипов», 2011;
- Літературна премія ім. Бориса Лавреньова за роман «Трое из четвертого измерения, или пришельцы», 2016[3].